# Cyprinion kais
 Cyprinion kais és una espècie de peix cipriniforme de la família dels ciprínids que es troba a la conca dels rius Tigris i Eufrates.